# Also sprach Zarathustra (poemat symfoniczny)
Also sprach Zarathustra (pol. Tako rzecze Zaratustra lub Tak mówił Zaratustra), Op. 30 – poemat symfoniczny, który Richard Strauss skomponował w 1896 roku, zainspirowany dziełem Fryderyka Nietzsche o takim samym tytule (pol. Tako rzecze Zaratustra). Prawykonanie pod kierunkiem kompozytora odbyło się 27 listopada 1896 roku we Frankfurcie.
Fragment Also sprach Zarathustra został użyty w filmie 2001: Odyseja kosmiczna Stanleya Kubricka z 1968 roku. Wersja użyta w amerykańsko-brytyjskiej produkcji nagrana została przez Filharmoników Wiedeńskich.

## O dziele
Francuski pisarz i krytyk Romain Rolland, który był na niemieckiej premierze, napisał później o dziele Straussa i o nim samym:

Całą jego osobowość można znaleźć w tym utworze, jego wysokie aspiracje poetyckie, a także harmonię oraz orkiestralną śmiałość…